# Altisländische Sprache
Altisländisch bezeichnet die nordgermanische Sprache der Bewohner Islands vom Ende der Wikingerzeit (ca. 1050) an bis ins 15./16. Jahrhundert. Teilweise wird der Übergang zum Neuisländischen auch früher angesetzt.
Altisländisch wird oft synonym mit Altwestnordisch bzw. Altnordisch verwendet, da ein Großteil der mittelalterlichen Literatur Skandinaviens auf Altisländisch überliefert ist.

## Geschichte
|  |

Altisländisch ist eine Tochtersprache des wikingerzeitlichen altwestnordischen Dialekts der Norweger, die Island ab 870 besiedelten. Es gibt einige wenige irische Lehnwörter, da viele Iren von den Wikingern als Sklaven nach Island gebracht wurden.

Nach der Annahme des Christentums durch das Althing im Jahre 1000 wurde das lateinische Alphabet wahrscheinlich von dem unbekannten Verfasser des so genannten Ersten Grammatischen Traktats (in der jüngeren Edda) eingeführt. Im Winter 1117/1118 wurde der dem Gesetzessprecher obliegende Rechtsvortrag in seinen wichtigsten Teilen erstmals kodifiziert (Hafliðaskrá). Ab der zweiten Hälfte des 12. Jahrhunderts sind Texte in altisländischer Sprache überliefert.
Das älteste Altisländisch bis um etwa 1200 lässt sich praktisch nicht vom ältesten Altnorwegischen unterscheiden. Dies ist auch später nur an einzelnen Merkmalen möglich, wie dem Schwund von /h/ im Anlaut vor Konsonant im Altnorwegischen (z. B. aisl. hlaupa vs. anorw. laupa „rennen“).
Die Zeit von 1200 bis 1250 wird als klassisches Altisländisch bezeichnet. Während Altisländisch in seiner Entwicklung weitgehend konservativ bleibt, entfernt sich das Altnorwegische davon aufgrund sprachlicher Neuerungen, die es zusammen mit dem Altdänischen und Altschwedischen durchführt (z. B. Verlust der Flexionsendung -r vs. -or/-ur mit Svarabhaktivokal schon vereinzelt im ältesten Altisländischen). Auch der Umbau der alten Silbentypen kurz, lang, überlang zu nur langen Silben in betonter Stellung beginnt in dieser Zeit, wie bestimmte Handschriften zeigen.

In der Zeit zwischen 1350 und 1540 zeigen sich mit dem Zusammenfall verschiedener Vokalphoneme und der Diphthongierung der meisten Langvokale (z. B. /i/ [ɪ], /y/ [ʏ] > /i/ [ɪ]; /œ/ [ø:], /æ/ [ɛ:] > /æ/ [ɑɪ̯]) schließlich grundlegende Veränderungen im Sprachsystem, die zum Neuisländischen hinführen. Dieser Zeitraum wird deswegen manchmal als Mittelisländisch bezeichnet, zuweilen wird er aber direkt zum Neuisländischen gerechnet. Oft spezifiziert man für diesen Übergang aber das Erscheinen der Guðbrandsbiblía 1584.

## Schriftsystem
Das Graphem-Inventar des normalisierten Altisländischen besteht aus folgenden Zeichen:
- Kurzvokale: <a e i o u y ø ǫ>

<ø> und <ǫ> fielen phonologisch bald zusammen. Sie werden daher beide oft als <ö> wiedergegeben. Dasselbe gilt für <æ> und <œ>, die dann als <æ> erscheinen.
- Langvokale: <á é í ó ú ý æ œ>

<œ> wird alternativ auch als <ǿ> dargestellt, <æ> als <ǽ>.
- Diphthonge: <au ei ey>
- Konsonanten: <d ð b f g h j l m n p r s t v x z þ>

<ð> steht für „weiches th“ wie in engl. mother
<þ> für „hartes th“ wie in engl. thing
<x> gibt die Phonemfolge /ks/ wieder.
<z> kann für die Phonemfolgen /ts/, /ds/, /ðs/ und /þs/ stehen.
Es handelt sich um ein „phonologisch flaches“ Schriftsystem.

## Lautlehre

### Phonetik und Aussprache
Die Phonetik des Altnordischen beruht auf den Erkenntnissen der historisch-vergleichenden Sprachwissenschaft und ist relativ grob und unsicher, da man zur phonetischen Erforschung einer Sprache lebende Sprecher benötigt, die es bei einer toten Sprache jedoch per se nicht gibt. Sie stellt also ein gelehrtes Konstrukt dar.

Für die rekonstruierte Aussprache des Altnordischen sind in den folgenden Tabellen die Schriftzeichen des normalisierten Altnordischen in spitzen Klammern (<, >) und der entsprechende erschlossene phonetische Lautwert in eckigen Klammern ([, ]) eingetragen.

Im internationalen Umgang unter Skandinavisten werden in der Regel neuisländische Aussprachekonventionen auf das Altnordische angewandt.
Vokale:
|                  | Vorne      | Vorne    | Vorne    | Vorne       | Hinten     | Hinten   | Hinten   | Hinten     |
| ---------------- | ---------- | -------- | -------- | ----------- | ---------- | -------- | -------- | ---------- |
| ungerundet       | ungerundet | gerundet | gerundet | ungerundet  | ungerundet | gerundet | gerundet |            |
| kurz             | lang       | kurz     | lang     | kurz        | lang       | kurz     | lang     |            |
| Geschlossen      |            | <í> [i:] |          | <ý> [y:]    |            |          |          | <ú> [u:]   |
| Fast geschlossen | <i> [ɪ]    |          | <y> [ʏ]  |             |            |          | <u> [ʊ]  |            |
| Halbgeschlossen  |            | <é> [e:] |          | <œ, ǿ> [ø:] |            |          |          | <ó> [o:]   |
| Halboffen        | <e> [ɛ]    | <æ> [ɛ:] | <ø> [œ]  |             |            |          | <o> [ɔ]  |            |
| Offen            |            |          |          |             | <a> [ɑ]    | <a> [ɑ:] | <ǫ> [ɒ]  | (<ǫ́> [ɒ:]) |

Diphthonge:
<au> [ɒʊ̯]
<ei> [ɛɪ̯]
<ey> [œʏ̯]
Konsonanten:
|                 | Bilabiale  | Bilabiale | Labiodentale | Labiodentale | Dentale   | Dentale  | Alveolare  | Alveolare | Palatale  | Palatale   | Velare    | Velare    | Laryngale |
| --------------- | ---------- | --------- | ------------ | ------------ | --------- | -------- | ---------- | --------- | --------- | ---------- | --------- | --------- | --------- |
| stimmlos        | stimmhaft  | stimmlos  | stimmhaft    | stimmlos     | stimmhaft | stimmlos | stimmhaft  | stimmlos  | stimmhaft | stimmlos   | stimmhaft | stimmlos  |           |
| Verschlusslaute | <p> [p⁽ʰ⁾] | <b> [b] 1 |              |              |           |          | <t> [t⁽ʰ⁾] | <d> [d] 1 |           | <k> [k⁽ʰ⁾] | <g> [g] 1 |           |           |
| Reibelaute      |            |           | <f> [f]      | <f> [v] 2    | <s> [s]   |          | <þ> [θ]    | <ð> [ð] 2 |           |            |           | <g> [ɣ] 2 |           |
| Approximanten   | <hv> [ʍ]   | <v> [w]   |              |              |           |          |            |           | <hj> [ç]  | <j> [j]    |           | <h> [x] 3 | <h> [h]   |
| Nasale          |            | <m> [m]   |              |              |           |          | <hn> [n̥]   | <n> [n]   |           |            |           | <n> [ŋ]   |           |
| Laterale        |            |           |              |              |           |          | <hl> [l̥]   | <l> [l]   |           |            |           |           |           |
| Vibranten       |            |           |              |              |           |          | <hr> [r̥]   | <r> [r]   |           |            |           |           |           |

- 1 Im Anlaut, nach einem Konsonanten oder geminiert nach einem Vokal.
- 2 Im Inlaut vor einem Vokal.
- 3 Im Anlaut vor einem Konsonanten.

### Phonologie
Besonders interessant für eine Annäherung an eine Phonologie des Altisländischen ist der Anfang des 12. Jahrhunderts verfasste Erste Grammatische Traktat, der sich mit den Problemen der Ausweitung des lateinischen Schriftsystems zur adäquaten Wiedergabe der altisländischen Laute befasst.

## Grammatik
Das Altisländische ist eine stark flektierende Sprache. Der Satzbau ist daher weitgehend frei. Das Nomen kennt drei Geschlechter (Maskulinum, Femininum, Neutrum), vier Fälle (Nominativ, Genitiv, Dativ, Akkusativ) und zwei Numeri (Singular und Plural). Der Artikel kann sowohl einem Nomen vorangestellt, als auch suffigiert werden.

Es gibt eine Vielzahl von Pronomina, Personalpronomen auch im Dual. Im Gegensatz zum Gotischen, das im Verbalbereich noch das Mediopassiv bewahrt hat, ging dies im Urnordischen zunächst verloren und wurde später vmtl. durch Affigierung des Reflexivpronomes sik sekundär neu gebildet. Das Altisländische hat bei vier Verben die Reduplikationssilbe erhalten und verfügt über eine Reihe an Präteritopräsentia.

Zudem zeigt auch das Altisländische einige für germanische Sprachen charakteristische Eigenschaften, wie etwa die Unterscheidung zwischen sogenannten starken und schwachen Adjektiven, oder der Verwendung des urindogermanischen Ablautes zur Bildung der Tempora der starken Verben sowie die germanische Innovation des Dentalsuffixes zur Bildung der Tempora der schwachen Verben.

## Lesebeispiele
Folgendes Lesebeispiel ist die erste Strophe der Völuspá auf Altisländisch; der deutsche Text ist eine Nachdichtung, keine genaue Übersetzung. Die angegebene Aussprache ist eine Rekonstruktion und entspricht nicht der neuisländischen Aussprache. Hier richtet sich eine Seherin (Völva) an den „Walvater“ (Odin), der sie zuvor um Rat gefragt hat.
| Codex Regius | Hauksbók | Normalisiert | Aussprache | Deutsch |
| --- | --- | --- | --- | --- |
| Hliods bið ec allar kindir meiri oc miNi mavgo \| heimdallar vilðo at ec ualfa/þr uel fyr telia forn \| spioll fíra þa/ er fremst um man. | Hlioðs bið ek allar helgar kindir meiri ok minni mogu heimdallar villtu at ek vafodrs vel \| fram telia forn spioll fira þau er ek fremz vm man. | Hljóðs bið ek allar helgar kindir, meiri ok minni mögu Heimdallar; viltu, at ek, Valföðr! vel framtelja forn spjöll fíra, þau er fremst um man. | ˈl̥jo:θs ˈbɪð ɛk ˈɑl:ɑr ˈhɛlɣɑr ˈkʲʰɪndɪr ˈmɛɪrɪ ɔkʰ ˈmɪn:ɪ ’mɒɣʊ ˈhɛɪmˌdɑl:ɑr ˈwɪl̥tʰʊ ɑtʰ ˈɛkʰ ˈwɑlˌfɒðr̩ ˈwɛl ˈfrɑmˌtʰɛljɑ ˈfɔrn ˈspjɒl: ˈfi:rɑ ˈθɒʊ ɛr ˈfrɛm̥st ʊm ˈmɑn | Um Gehör bitte ich alle heiligen Kinder, mehr oder minder Söhne Heimdalls; Willst du, dass ich, Walvater! erzählen soll die alten Zaubersprüche, die ältesten der Menschen? |

### Einführungen
- Katharina Baier, Werner Schäfke: Altnordisch. Eine Einführung. Narr, Tübingen 2012, ISBN 3-8233-6768-4.

- Dietrich Hofmann, Friedrich Ranke: Altnordisches Elementarbuch. Einführung, Grammatik, Texte (z. T. mit Übersetzung) und Wörterbuch. 5. Auflage. de Gruyter, Berlin / New York 1988, ISBN 3-11-011680-4
- Astrid van Nahl: Einführung in das Altisländische. Ein Lehr- und Lesebuch. Helmut Buske Verlag, Hamburg 2003, ISBN 3-87548-329-4

### Grammatiken
- Else Ebel: Kleine altisländische Grammatik. 6. Auflage. Brockmeyer, Bochum 1992, ISBN 3-88339-966-3
- Robert Nedoma: Kleine Grammatik des Altisländischen. 3. Auflage. Winter, Heidelberg 2010. ISBN 978-3-8253-5786-3
- Adolf Noreen: Altnordische Grammatik. Altisländische und altnorwegische Grammatik (Laut- und Flexionslehre) unter Berücksichtigung des Urnordischen. 5. Auflage. Max Niemeyer, Tübingen 1970, ISBN 3-484-10145-8
- Adolf Noreen: Altisländische und altnorwegische Grammatik, unter Berücksichtigung des Urnordischen. 3. Auflage. Max Niemeyer, Halle 1903. Letzte von Noreen bearbeitete 4. Auflage 1923; Nachdruck als 5. Aufl. 1970.

### Wörterbücher
- Walter Baetke: Wörterbuch zur altnordischen Prosaliteratur. Akademie-Verlag, Berlin 1968 und öfter (zuletzt 2005). ISBN 3-05-004137-4
- Sveinbjörn Egilsson & Finnur Jónsson: Lexicon Poeticum antiquæ linguæ septentrionalis – Ordbog over det norsk-islandske Skjaldesprog. 2. Aufl. Kopenhagen 1931.
- Alexander Jóhannesson: Isländisches Etymologisches Wörterbuch. Bern 1956.
- Jan de Vries: Altnordisches etymologisches Wörterbuch. 3. Auflage (Nachdruck der 2., verbesserten Auflage 1962). Leiden, Brill 1977.
- Jón Thorkelsson: Supplement til islandske Ordbøger. Nachdruck der Ausgabe von 1876–1899, Reykjavík und Kopenhagen, sowie als Neuausgabe auf CD-ROM und neu erfasst als Druckfassung. Saarbrücken, AQ-Verlag 2002 ff.

### Sprachgeschichte
- Einar Haugen: Die skandinavischen Sprachen. Eine Einführung in ihre Geschichte. Helmut Buske Verlag, Hamburg 1984. ISBN 3-87118-551-5